# Atributo (heráldica)
En heráldica se entiende por atributo las maneras de estar de una figura y que la diferencian de su posición normal: en disposición y número, en esmalte y partición, en modificación y en pieza que la carga. Los atributos son blasonados siguiendo a la enunciación de la pieza, y comprenden siempre, al menos, el esmalte (salvo en casos muy particulares donde el esmalte forma parte de la posición, como en las motas del armiño o la fuente).

## Posición y Modificaciones

León en su posición natural, llamada rampante.

La posición (de una figura o de un rebatimiento) corresponde a los atributos tomados por defecto, cuando nada se precisa, y no se blasonan. Por ejemplo, la posición de una torre es con tres merlones, la posición de un león es rampante, la posición de tres piezas es de estar puestas dos y una.
Modificaciones
Las modificaciones de una pieza son un caso particular de atributo. Pueden consistir de atribuir un esmalte particular a una parte, añadirle una parte facultativa (veleta sobre un techo), indicar que una parte normalmente presente hace falta (animal decapitado), o indicar un número de piezas diferente del número de base ("torre almenada de cuatro piezas", para modificar el número de merlones).
Los atributos de modificación pueden ser específicos de un mueble particular (el estabilizador de una flecha). Son más frecuentemente propios de una clase de objetos (todos los animales garrados pueden estar armados). En este caso, salvo algunas excepciones, cada objeto de la clase hereda de todos los atributos correspondientes (todos los cuadrúpedo pueden ser marinados, aunque ninguna ardilla lo haya sido).
Las modificaciones se blasonan con un participio pasado, sobre un verbo describiendo la añadidura (o el diseño) de la parte correspondiente. Este verbo es muy frecuentemente propio al lenguaje heráldico: arcaico o un neologismo formado sobre el nombre de la parte. Un verbo describiendo la añadidura o la modificación de una parte puede siempre ser utilizado para indicar una modificación de esmalte (y esta parte debe ser dotada de una línea separadora si es que no la tuviera).
Las modificaciones entran en dos grandes categorías: las modificaciones geométricas, que afectan a las líneas separadoras o las extremidades de las separaciones o piezas, y las modificaciones de los muebles.
Cuando la modificación consiste en añadir un mueble secundario o un detalle facultativo, se blasona antes que la pieza si el detalle es del mismo esmalte (águila coronada de oro, torre veletada de plata), después si no (águila de plata coronada de oro, torre de plata veletada de oro).

## Atributos de los animales
Cuando tal o cual parte del cuerpo es de un esmalte diferente, se dice alado (alas), encendido (ojo), dentado (dientes), armado (garras o uñas), lampasado (lengua) ...
Un animal (real o imaginario) puede estar dragante (comiéndose) una pieza secundaria.
El animal puede ser transformado en criatura imaginaria siendo marinada (con una cola de pez), dragonada (que termina en cola de dragón, con un dardo), alado, monstruoso (con cabeza humana)...
Está coronado o diademado cuando porta una corona o diadema, acollarado cuando porta un collar (como el perro), emuselado cuando tiene un bozal, clarinado cuando tiene un cencerro (como el carnero o la vaca).
Está mornado cuando se le representa sin lengua, dientes ni garras, desarmado sin garras. Es cobarde cuando su cola está entre las patas. Está evirado cuando se le representa sin sexo definido, vilenado cuando al contrario, el sexo está representado de un esmalte diferente.
Únicamente la cabeza de frente = afrontado. "De gules a tres afrontes de leopardo de oro, que es de Dalmacia".
Actitud
La actitud de un cuadrúpedo depende generalmente del número de patas puestas sobre el puso, de la posición del tronco y de la cabeza. Las principales actitudes son pasante y rampante. Normalmente representado viendo a diestra, es decir en el sentido de la marcha cuando el escudo es sostenido en el brazo izquierdo. Se dice "contornado" si no. Cuando sólo la cabeza está volteada hacia atrás, se dice alterado.
El animal rampante está representado parado sobre una sola de sus patas traseras, los tres otros miembros proyectados hacia adelante y el tronco y la cabeza verticales. En el caso del gato y del toro, se dice enfurecido para designar esta actitud.

Ciervo saltante.

Representado levantado, las dos patas traseras puestas sobre el piso, está saltante (cuando el cuerpo está en desequilbrio hacia adelante), o espantado (cuando el cuerpo está descansando sobre las patas). Hablando del caballo, se dice encabritado en lugar de espantado y del toro se dice furioso.
Las dos patas traseras sobre el piso, y el tronco horizontal, está galopando cuando se le representa corriendo. Está trotante cuando una pata está levantada y detenido cuando las dos patas delanteras están en el piso.
Cuando el tronco está alargado, el animal está tendido cuando la cabeza está enderezada y echado cuando está descansando en el piso.
Marcas infamantes
- Vilenado: El sexo de un color diferente puede ser una marca de infamia: violación, adulterio...;
- Cobarde: la cola entre las patas, para aquel que no es glorioso...
- Contornado: los animales de los blasones normalmente ven a diestra, es decir que se avergüenzan ante la mirada de su adversario.
- Difamado: El animal que no tiene cola, solo tiene pullas.

Los blasones que llevan marcas infamantes son raras, simplemente porque sus poseedores no se inclinaban a representarse con las imágenes poco gloriosas de acciones personales o heredadas, así que se empeñaban en crear un nuevo blasón (llamado "de sustitución").

## Disposiciones de Número
La tercera regla del blasón quiere que los muebles repetidos en número tengan los mismos atributos (fuera de la disposición).
Las disposiciones naturales no se blasonan en principio, pero pueden precisarse si hay dudas.
Las piezas en número son generalmente agrupadas de manera regular, en líneas o en quinconces, respetando la forma general del escudo: globalmente rectangular y más alto que largo, o en triángulo con la punta abajo. Cuando estas piezas cargan una pieza honorable, están normalmente alineada siguiendo el eje natural de la pieza.
Se blasona las disposiciones particulares siguiendo el nombre de las piezas honorables del mismo diseño (en palo, en faja, en banda, en barra, en cruz, en chevrón, en perla, en sotuer...), o indicando de arriba abajo cuantas recibe cada línea ("puestas tres, dos, una").

Tres piezas mal ordenadas.

Dos piezas son normalmente dispuestas de lado a lado (en faja) si son más largas que altas, superpuestas (en palo) en el caso contrario.
Tres piezas están normalmente "puestas dos, una", salvo si son muy largas o muy altas. En caso contrario se blasona como "mal ordenadas"
Así, en la "Francia moderna" (de azur a tres flores de lis de oro), los muebles están puestos dos, uno; en cambio, en los jefes "de Francia", están alineados en el eje del jefe, sin que haya necesidad de precisar en un caso como en el otro.

## Modificaciones de trazos de partición
Las formas particulares de trazos (potenzada) pueden reemplazar cualquier trazo derecho figurando sobre el escudo (excluyendo a la bordura del escudo mismo). Se aplican a las borduras de piezas (faja, palo,...) o a las borduras de partición (cortado, fajado,...).
Cuando una pieza honorable longilínea se dice de dos esmaltes, es considerada como implícitamente dividida por un trazo de partición en el sentido de la longitud. Si este trazo de partición presenta un motivo, este motivo puede extenderse sobre toda la longitud de la pieza: "De plata a la faja ondeada de gules y de oro".
Cuando la bordura de una pieza longilínea está modificada, los dos bordes son afectados al mismo tiempo (salvo por el almenado). En el caso general, los motivos están de acuerdo, las puntas y los huecos estando alineados. Cuando están al contrario, en alternancia de fases, se habla de contra-motivo: "De plata a la faja contra-canalada de gules".
Ciertos motivos son suficientemente simples (ondeado, dantelado...) para que se pueda considerar que la pieza está afectada en su conjunto. Es el caso de las piezas longilíneas rebatidas, cuando el grosor de la pieza se vuelve inferior al paso del motivo. En este caso, las puntas de un borde hacen frente al vacío del otro: "De plata a la faja ondeada de gules".